# St. Martini (Stolberg)

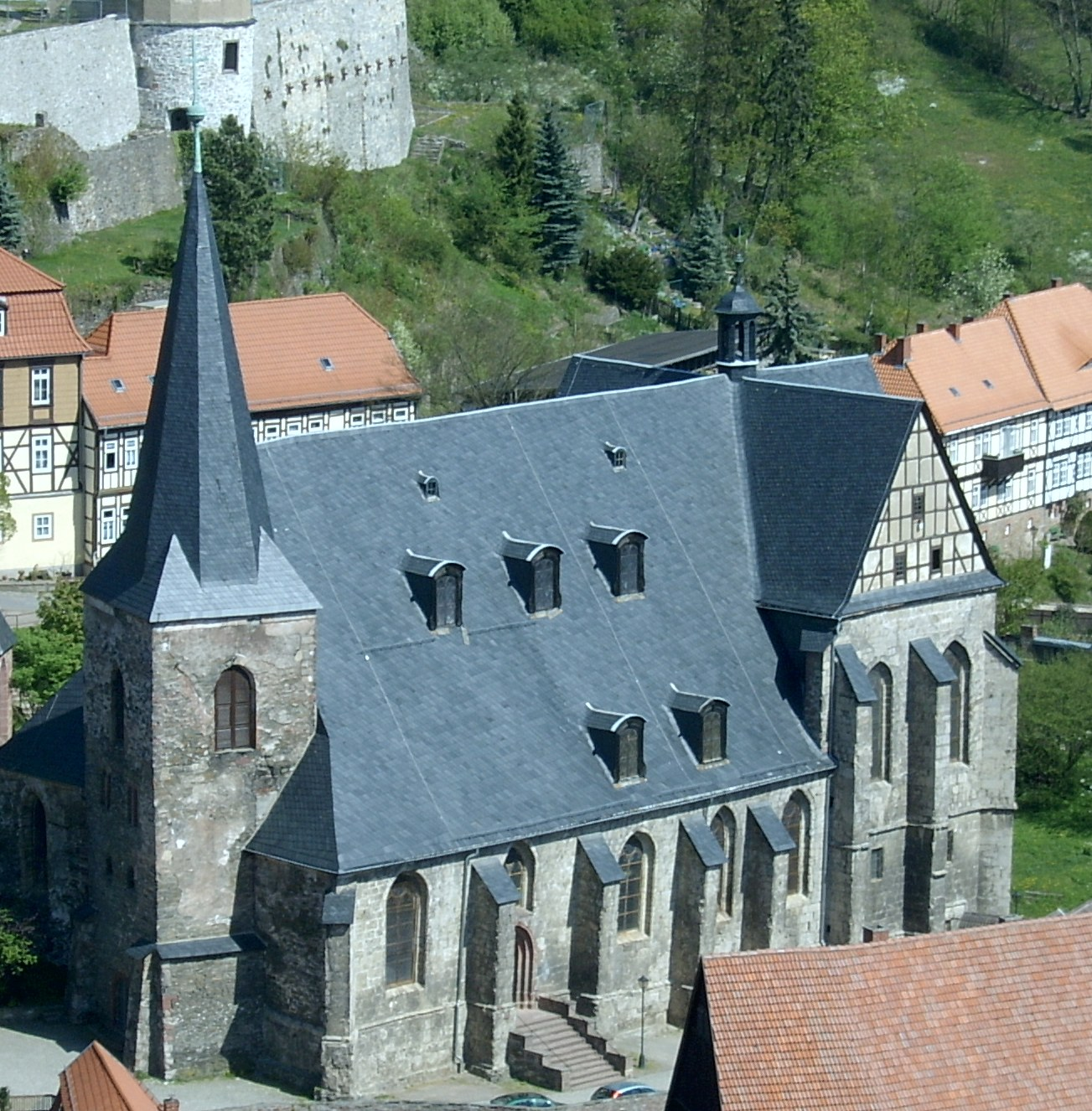
St. Martini (Stolberg)

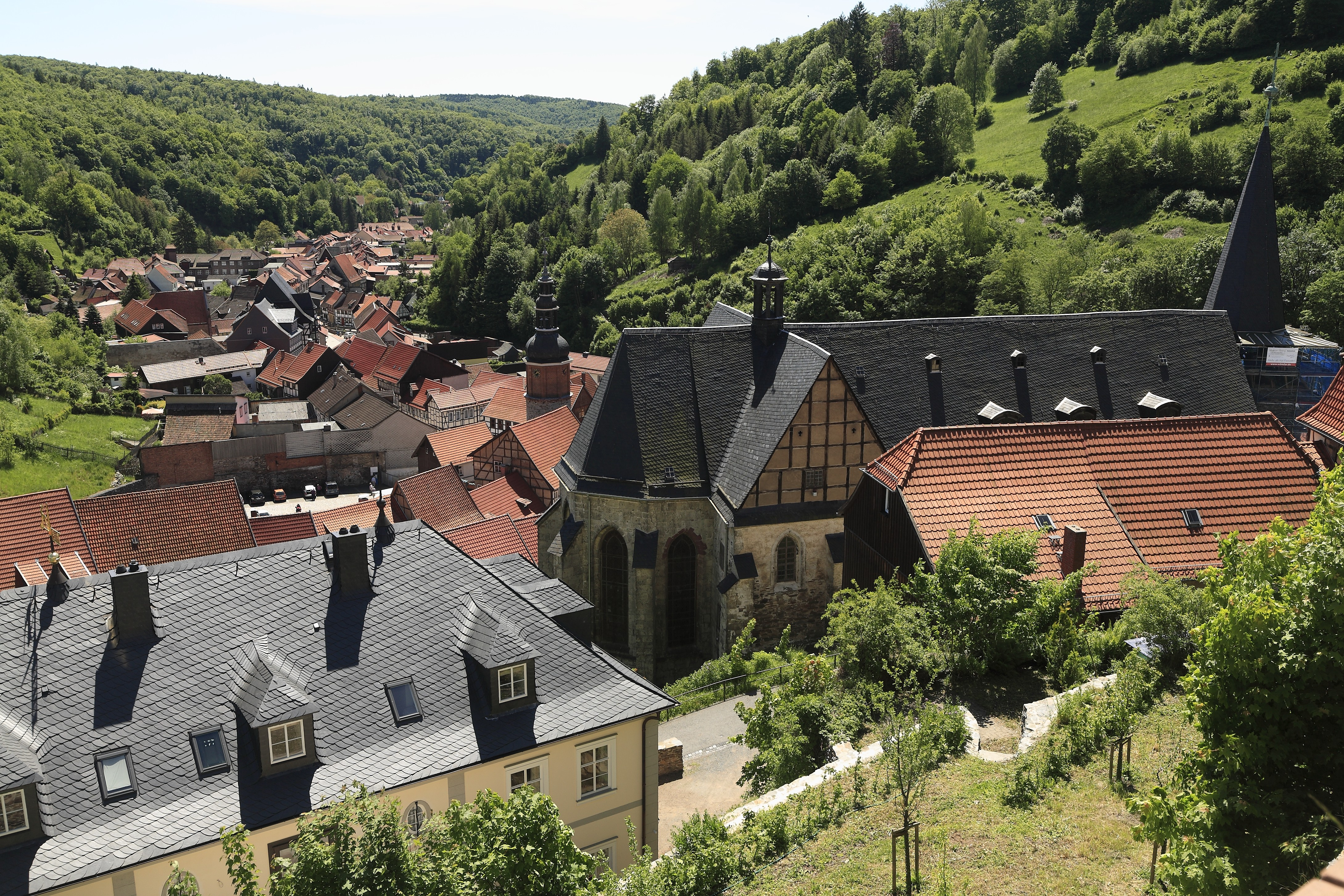
Blick vom Schloss auf die Nordseite

Die evangelische Stadtkirche St. Martini im Ortsteil Stolberg der Gemeinde Südharz im Landkreis Mansfeld-Südharz in Sachsen-Anhalt wurde zunächst als gotische Basilika errichtet, aber in der Spätgotik zur Pseudobasilika umgebaut. Sie gehört zum Pfarrbereich Stolberg/Kirchspiel am Auerberg im evangelischen Kirchenkreis Eisleben-Sömmerda der Evangelischen Kirche in Mitteldeutschland und beherrscht mit ihrem steilen Satteldach das Stadtbild. Sie ist Taufkirche Thomas Müntzers und war später eine seiner Predigtstätten.

## Geschichte
Die dreischiffige, stattliche gotische Kirche ist mit einem langgestreckten, dreiseitig geschlossenen Chor über einem hohen Kryptenunterbau und mit einem querschiffartigen südlichen Anbau versehen. Von dem romanischen Gründungsbau aus der ersten Hälfte des 12. Jahrhunderts sind die unteren Geschosse des Westturms erhalten.
Der Neubau einer flachgedeckten dreischiffigen Basilika aus der zweiten Hälfte des 13. Jahrhunderts wurde aus Platzgründen nach Nordosten verschoben. Von diesem Bauwerk, das sich in voller Höhe und Breite zu dem geplanten, jedoch nicht ausgeführten Westturm öffnen sollte, sind die hohen Mittelschiffsarkaden, die jetzt vermauerten Obergadenfenster und der sogenannte Kreuzgang erhalten; letzterer war als nördliches Seitenschiff geplant.
Der Chor wurde zusammen mit dem kryptenähnlichen Unterbau und dem südlichen Sakristeianbau 1485 begonnen und im Jahr 1490 durch den Erzbischof von Mainz Berthold von Henneberg geweiht. Der Dachstuhl des Chors wurde dendrochronologisch auf 1487 (d), der des Langhauses auf 1496 (d) datiert. Aus dieser dritten spätgotischen Bauphase stammen außerdem die Umfassungsmauern des jetzigen Langhauses, die den romanischen Westturm einbeziehen, das Glockengeschoss und der achtseitige Spitzhelm des Turms (die früheren Ecktürmchen wurden im 17. Jahrhundert entfernt); weiterhin der zweigeschossige Bibliotheks- und Archivanbau im Nordwesten.
Das Dach mit barocken Gauben wurde 1750 fertiggestellt. Umbauten im Innern erfolgten in den Jahren 1883–85, wobei das Mittelschiff gegen den Westturm und das nördliche Seitenschiff abgetrennt, neugotisches Maßwerk in der Fürstenloge über der Sakristei, neue Chorfenster und ein repräsentativer Zugang eingebaut wurden. Der letztgenannte Zugang wurde wieder entfernt, nachdem die mittelalterliche Wendeltreppe in der Südwand bei einer Instandsetzung in den Jahren 1991–93 wieder geöffnet wurde.
Nach einer neuerlichen mehrjährigen umfassenden Sanierung und Restaurierung mit teilweisem Umbau wurde die Stadtkirche St. Martini am 8. Juni 2022 als Kulturkirche wiedereingeweiht. In ihr sollen neben Gottesdiensten künftig auch außerkirchliche Veranstaltungen stattfinden, so zum Bauernkriegs- und Thomas-Müntzer-Gedenkjahr 2025. Den Großteil der Kosten in Höhe von 5,4 Millionen Euro trug neben der Deutschen Stiftung Denkmalschutz der Europäische Fonds für regionale Entwicklung.

## Architektur

### Äußeres
Der langgestreckte Chor mit dreiseitigem Schluss ist beiderseits von gleichhohen, zweigeschossigen und zweiachsigen Anbauten mit Fachwerkgiebeln flankiert, die durch den mit einem Dachreiter betonten Schnittpunkt mit der Firstlinie des Schiffs wie ein Querhaus wirken. Die Dachgauben sind seit 1980 nicht mehr vollzählig. Im Süden und im Osten sind – vermutlich wegen der Hanglage – Strebepfeiler angefügt; das Bauwerk wurde nicht eingewölbt. Die Umfassungsmauern des Chores und seiner Anbauten sind durch den Unterbau der Krypta wesentlich höher als diejenigen des Schiffes. Die Spitzbogenfenster sind durch tiefe Kehlen profiliert; das dreifach gestufte Spitzbogenportal im Süden ist aus rotem Sandstein hergestellt.

### Inneres
Der dreijochige, flachgedeckte Chor ist durch einen gekehlten Chorbogen vom höheren Langhaus getrennt. Über den kämpferlosen quadratischen Pfeilern im Schiff sind weite Spitzbogenarkaden gespannt; das Pfeilereckprofil aus dickem Rundwulst zwischen tiefen Kehlen ist ohne Unterbrechung in die Arkaden geführt. In den zugemauerten Obergadenfenstern ist noch feines Maßwerk erhalten. Im Jahr 1738 wurden ein hölzernes Tonnengewölbe im Mittelschiff und ein Halbtonnengewölbe im südlichen Seitenschiff eingezogen. Farbige Glasmalereien im Chor von 1885 zeigen Martin Luther, Tylman Plathner und Johannes Spangenberg sowie die Apostel Petrus und Paulus.
Zur Sakristei führt eine eisenbeschlagene Tür, die offenbar aus der Bauzeit stammt. Im Schlussstein des Sterngewölbes ist der Heilige Martin dargestellt. In der Nordwand sind drei spitzbogige Sakramentsnischen eingebaut, in der Südwand ein Lavabium mit geschweiftem Eselsbogen. Reste spätgotischer Wandmalereien aus der Zeit um 1500 wurden 1991 freigelegt und stellen den von Rankenwerk eingefassten Kruzifixus als Lebensbaum dar. Die zweischiffige Krypta (St. Elisabeth „in der Kluft“) wurde nach der Reformation zum Stolbergschen Erbbegräbnis umgewandelt, das Kreuzgratgewölbe wurde um 1700 mit Stuck verziert.

## Ausstattung

### Prinzipalstücke
Ein im Jahr 1769 gestifteter spätbarocker Altaraufsatz zeigt eine von je drei korinthischen Säulen getragene Giebelbekrönung; der Korb des ursprünglichen Kanzelaltars ist seit 1883 durch eine Kopie der Aufweckung des Lazarus nach Peter Paul Rubens von Ida Bothe aus Züllichenau ersetzt. Die klassizistische Kanzel auf einer massigen Rundstütze wurde 1831 geschaffen.
Der Taufstein stammt nach einer Jahreszahl aus dem Jahr 1599 und ist ein wertvolles Werk der Spätrenaissance. Die sechseckige Kuppa wird von balusterförmigen Ecksäulen und einem mittleren Fuß mit Maskenköpfen in einer Rollwerkrahmung getragen. Auf der Kuppa selbst sind drei Felder mit musizierenden Engeln zu sehen.

### Gemälde und Skulpturen
Ein spätgotischer Altarflügel aus der Zeit um 1490 auf der Südempore zeigt Christus vor Pilatus und die Grablegung; dazu gehörte ein weiterer, stark beschädigter Altarflügel mit der Gefangennahme und der Kreuzigung Christi, der in der Sakristei aufbewahrt wird.
Auf der südlichen Empore sind zwei lebensgroße Bildnisse von Luther und Melanchthon aus dem Jahr 1618 zu finden, die ursprünglich zu beiden Seiten der Kanzel angebracht waren; weiterhin mehrere barocke Pastorenbildnisse.
Im Chor sind vier geschnitzte Reliefs vom früheren Hochaltar aus der Zeit um 1480/90 mit den Darstellungen der Geburt Christi, der Anbetung der Könige, der Auferstehung Christi und des Pfingstwunders zu finden. Ein wertvolles, ehemals gefasstes Holzrelief mit der Beweinung Christi aus der Zeit um 1500 wird einer Erfurter Werkstatt zugeschrieben und befand sich einst in der Hospitalkapelle St. Georg.
Am südlichen Chorpfeiler ist eine Schnitzfigur des Heiligen Martin zu Pferde mit dem knienden Bettler vom Anfang des 16. Jahrhunderts zu finden, die 1951 restauriert wurde. Ein spätgotischer Kruzifixus aus Holz ist an der nördlichen Schiffswand angebracht.

### Grabdenkmäler und Epitaphe
Im Chor ist eine wertvolle, zweiteilige Bronzegrabplatte für Ulrich Rißpach († 1488, Professor der Theologie in Erfurt und seit 1474 Pfarrer in Stolberg) aus der Gießerhütte von Peter Vischer dem Älteren in Nürnberg zu sehen; der ursprüngliche Rahmen fehlt. Auf der unteren hochrechteckigen Platte ist der verstorbene Kanoniker vor dem Schmerzensmann kniend als Relief dargestellt, im Hintergrund sind die Leidenswerkzeuge zu sehen.
Wahrscheinlich aus derselben Werkstatt stammt die gravierte Bronzegrabplatte der Elisabeth zu Stolberg († 1505) an der Südwand des Chors mit einer Darstellung der Verstorbenen als Ganzfigur vor Ranken und auf einem perspektivisch dargestellten Fliesenboden.
An der Chorsüdwand ist ein Epitaph aus Marmor für den österreichischen Hauptmann Gottlob Friedrich zu Stolberg († 1737) aufgestellt, das aus einem Obelisk mit Kriegsemblemen und dem Gemälde des Verstorbenen auf einem Unterbau besteht.
An der Nordwand des Chores sind mehrere figürliche Grabsteine aus Sandstein aus dem 15. Jahrhundert erhalten, die früher im Fußboden des Mittelschiffs eingelassen waren.
Im südlichen Seitenschiff findet sich ein barocker Marmorgrabstein des Hartmann Ernst von Schlotheim († 1713) mit flankierenden allegorischen Figuren.

## Orgel
Die Orgel mit barockem Prospekt ist ein Werk von Johann Georg Papenius aus dem Jahr 1703 mit 29 Registern auf zwei Manualen und Pedal. Sie wurde 1863 durch Julius Strobel und 1937 durch Wilhelm Rühlmann umgebaut. Eine Rekonstruktion erfolgte 1993 durch die Orgelbauwerkstatt Hartmut Schüßler.
Das Instrument hat seit 1993 die folgende Disposition:
| I Hauptwerk C–d3 |            |        |
| 1.               | Bordun     | 16′    |
| 2.               | Principal  | 8′     |
| 3.               | Rohrflöte  | 8′     |
| 4.               | Gedackt    | 8′     |
| 5.               | Octave     | 4′     |
| 6.               | Blockflöte | 4′     |
| 7.               | Quinte     | 2 ⁄3′  |
| 8.               | Octave     | 2′     |
| 9.               | Terz       | 1 3⁄5′ |
| 10.              | Mixtur V   | 2′     |
| 11.              | Trompete   | 8′     |

| II Oberwerk C–d3 |              |        |
| 12.              | Holzgedackt  | 8′     |
| 13.              | Quintatön    | 8′     |
| 14.              | Principal    | 4′     |
| 15.              | Kleingedackt | 4′     |
| 16.              | Nasat        | 2 ⁄3′  |
| 17.              | Waldflöte    | 2′     |
| 18.              | Terz         | 1 3⁄5′ |
| 19.              | Quinte       | 1 ⁄3′  |
| 20.              | Sifflöte     | 1′     |
| 21.              | Scharff III  | 1 ⁄3′  |
| 22.              | Krummhorn    | 8′     |
|                  | Tremulant    |        |

| Pedal C–d1 |               |     |
| 23.        | Principalbaß  | 16′ |
| 24.        | Subbaß        | 16′ |
| 25.        | Octavbaß      | 8′  |
| 26.        | Gedacktbaß    | 8′  |
| 27.        | Choralbaß     | 4′  |
| 28.        | Pedalmixtur V |     |
| 29.        | Posaune       | 16′ |

- Koppeln: II/I, I/P, II/P
- Anmerkungen:

1. 1 2 3 4 5 6 7 8  1993 neu.